# Atractocarpus obscurinervius
Atractocarpus obscurinervius là một loài thực vật có hoa trong họ Thiến thảo. Loài này được (Merr.) Puttock mô tả khoa học đầu tiên năm 1999.